# Моя жизнь (фильм, 1972)
«Моя́ жизнь» — советский трёхсерийный художественный биографический фильм-драма по мотивам одноимённой повести А. П. Чехова, которую ещё при жизни писателя некоторые считали его лучшим произведением. Создан на киностудии «Ленфильм» Объединением телевизионных фильмов в 1972 году по заказу Государственного комитета Совета министров СССР по телевидению и радиовещанию режиссёрами Григорием Никулиным и Виктором Соколовым.

## Сюжет
Фильм рассказывает историю жизни Полознева. Герой пытается найти свое место в жизни, решая для себя вопрос, в чём заключается счастье: в богатстве, в высоком социальном положении, в сытости и покое или же в чём-нибудь ещё. И выбор он делает не в пользу прекраснодушных прогрессистских идей о неизбежности светлого будущего, позволяющих мириться с безобразиями настоящего. В конце концов он приходит к пониманию, что жизнь осуществляется каждый день, причём во всём своём содержании, и человек должен быть достойным её каждый день.

## В ролях
- Станислав Любшин — Мисаил Алексеевич Полознев
- Маргарита Терехова — Мария Викторовна Должикова
- Алиса Фрейндлих — Клеопатра Алексеевна Полознева, сестра Мисаила
- Юрий Соломин — Владимир Благово, доктор
- Нонна Терентьева — Анна Благово, сестра Владимира
- Николай Сергеев — Андрей Иванович Редька
- Леонид Галлис — Виктор Иванович Должиков, инженер
- Виктор Сергачёв — Иван Чепраков, однокашник Мисаила
- Вацлав Дворжецкий — Алексей Полознев
- Юрий Назаров — Степан, мельник
- Наталья Гицерот — Ажогина
- Михаил Екатерининский — губернатор
- Даниил Ильченко — мужик-дурачок
- Галина Теплинская — «артистка»
- Валерий Хлевинский — Моисей, работник
- Валентин Жиляев — «артист»

## Съёмочная группа
- Автор сценария — В. Долин
- Режиссёры-постановщики — Григорий Никулин, Виктор Соколов
- Главный оператор — Дмитрий Долинин
- Главный художник — Марксэн Гаухман-Свердлов
- Композитор — Сергей Слонимский
- Звукооператор — Бетти Лившиц

## Критика
Критик Татьяна Шах-Азизова в газете «Советская культура» отмечала, что режиссёры фильма, Григорий Никулин и Виктор Соколов, «развернули» небольшую повесть «Моя жизнь» в трёхсерийный телефильм. По утверждению Шах-Азизовой, «получился настоящий телевизионный роман, где в тонах неторопливого раздумья, вглядывания в жизнь были переданы и тоскливая атмосфера провинции, и тяжёлый, вязкий ход времени». Она также положительно отметила роль Полознева в исполнении Станислава Любшина как «проникновенно и точно сыгранную».